# Kirberg (Wuppertal)
Kirberg ist eine Ortslage in der bergischen Großstadt Wuppertal und geht auf eine alte Ortsbezeichnung und Flurbezeichnung zurück. Kirberg ist auch als Familienname bekannt, im 17. Jahrhundert waren vier Namensträger Bürgermeister von Elberfeld.

## Lage und Beschreibung
Kirberg liegt auf einer Höhe von 175 m ü. NHN auf halber Höhe einer Erhebung nördlich des Sonnborner Ortskerns und im heutigen Wohnquartier Sonnborn im Stadtbezirk Elberfeld-West. Benachbarte Ortslagen sind Giebel, Untere Varresbeck, Stockmannsmühle, Kaisersbusch, Oben vorm Steeg, Am Kothen, Sonnborn, Möbeck und Am Thurn. An Kirberg führt ein Altweg (Altstraße Neuss–Herdecke) vom Sonnborner Ortskern in Nördlicher Richtung nach Schliepershäuschen, heute führt die Straße Kirchhofstraße nur bis zum Deutschen Ring.
Nördlich der Ortslage, an der höchsten Stelle der Erhebung, ist der Burgstall der Wallburg in Sonnborn.

## Etymologie und Geschichte
Kirberg ist wahrscheinlich mit Kirchberg gleichzusetzen und erstmals 1265 erwähnt. Die Kirche, die rund 500 Meter entfernte heutige Hauptkirche Sonnborn, hatte ein Vorgängerbau im 9. Jahrhundert. Als ‚Kirberich‘ taucht Kirberg 1614 auf. 1677 ist Kirberg noch ein geschlossener Besitz von 18 Hektar.
Um 1830 ist Kirberg in zwei Güter in zu 11½ und 11 Hektar geteilt. In den Adressbüchern 1896/97 ist der Ort als Kirberg vermerkt.
Kirberg lag in der 1867 von der Bürgermeisterei Haan abgespalteten Gemeinde Sonnborn, die 1888 unter Gebietsabtretungen an die Stadt Elberfeld in Gemeinde Vohwinkel umbenannt wurde. Mit der Gründung Wuppertals 1929 fand Kirberg als Teil von Vohwinkel Aufnahme in das Stadtgebiet.

## Die heutige Straße
Nach dieser Ortslage ist am 14. Dezember 1920 die Straße Kirbergweg, westlich der Kirchofstraße, benannt. Ursprünglich sollte eine neue Straße in der Bayer-Siedlung am Deutschen Ring mit dem Namen Kirberg benannt werden. Der Entschluss wurde vom Stadtrat am 24. März 1954 beschlossen, die Straße kam aber nicht zur Ausführung.